# Рудоголов біловусий
Рудоголов біловусий (Arremon crassirostris) — вид горобцеподібних птахів родини Passerellidae. Мешкає в Коста-Риці, Панамі і Колумбії.

## Таксономія
Біловусий рудоголов був описаний Джоном Кессіном в 1865 році. Його довгий час відносили до роду Lysurus, однак за результатами молекулярно-філогенетичного дослідження птах був віднесений до роду Тихоголос (Arremon).

## Поширення і екологія
Біловусий рудоголов мешкає в тропічних і субтропічних гірських лісах Коста-Рики і Панами. Окрема популяція мешкає в горах Колумбії поблизу панамського кордону. Птах живе на висоті 600-2000 м над рівнем моря.